# ژواو چهارم
ژان چهارم (۱۸ مارس ۱۶۰۳ – ۶ نوامبر ۱۶۵۶) فرمانروای پرتغال و الغرب از ۱۶۴۰ تا زمان مرگش بود. او نوه کاترین، دوشس براگانزا بود؛ همان کسی که، ادعای تاج و تخت پرتغال را مطرح کرد. ژان چهارم به سبب بیرون راندن اسپانیایی‌ها از پرتغال، ملقب به ژان احیاکننده (João o Restaurador) بود. در شامگاه روز وفات ژان چهارم در ۱۶۵۶ میلادی، وسعت امپراتوری پرتغال بالغ بر ۳ میلیون جریب (۱۲ میلیون کیلومتر مربع) بود.

## جنگ‌های مستعمراتی
در خارج از پرتغال، در مستعمرات این کشور جنگ‌های سختی جریان داشت. هلندی‌ها در ژانویه ۱۶۴۱، ملاکا پرتغال را تسخیر کردند و سلطان‌نشین عمان نیز در ۱۶۵۰، مسقط را از پرتغال گرفت. با این وجود، پرتغالی‌ها قلمرو خود در برزیل را گسترش دادند و در ۱۶۴۸، آنگولا را از هلند پس گرفتند.